# Реуць
Реуць, Реуці (рум. Răuți) — село у повіті Тіміш в Румунії. Входить до складу комуни Уйвар.
Село розташоване на відстані 428 км на захід від Бухареста, 24 км на південний захід від Тімішоари.

## Населення
За даними перепису населення 2002 року у селі проживали 565 осіб.
Національний склад населення села:
| Національність | Кількість осіб | Відсоток |
| -------------- | -------------- | -------- |
| румуни         | 358            | 63,4 %   |
| угорці         | 189            | 33,5 %   |
| німці          | 10             | 1,8 %    |
| цигани         | 6              | 1,1 %    |

Рідною мовою назвали:
| Мова      | Кількість осіб | Відсоток |
| --------- | -------------- | -------- |
| румунська | 384            | 68,0 %   |
| угорська  | 172            | 30,4 %   |